# 揚州 (隋朝)
扬州，中国隋朝到南宋时设置的州，在今江苏省境内。

## 历史

隋煬帝時，改州為郡。他又設有九個監察州。

隋文帝开皇九年（589年），隋军攻克陈朝首都建康（今江苏南京），陈朝灭亡，全国统一。隋改陈朝的扬州为蒋州(治石头城,今南京市清凉山)，改吴州为苏州（故吴郡部分、吴兴郡部分）与杭州（故钱唐郡、吴郡部分、吴兴郡部分）， 改陈朝的東揚州为吴州(后改为越州)，又将本朝原来的扬州改为寿州，本朝原来的吴州（治所在今江苏扬州）改为扬州。
隋炀帝大业三年（607年），扬州改为江都郡。建有江都宫。
唐朝武德二年（619年），陈稜降唐，江都郡改为扬州。不久，李子通占据，作为都城。次年，杜伏威以扬州再次归唐，改为兖州。之后辅公祏反唐。武德七年（624年）唐朝收复改为邗州。武德九年（626年）再改为扬州。唐玄宗天宝元年（742年）改为广陵郡，唐肃宗乾元元年（758年）改为扬州。下辖江都县，江阳县、扬子县、六合县、天长县、高邮县、海陵县、海安县。辖境相当今江苏省扬州市、泰州市、江都、高邮、兴化、六合、泰兴、海安、如皋、姜堰和安徽省天长等市、县地。地当大运河交通要冲，唐朝时为对外贸易海港之一，经济、文化繁荣、有“扬一益二”之说。为淮南道治。唐朝后期为淮南节度使驻地。
五代杨吴在扬州定都，改为江都府。后周显德五年（958年）平南唐后，再改为扬州。宋朝为淮南东路治。元世祖至元十四年（1277年）改为扬州路。

## 辖区
| 唐朝扬州辖县 | 唐朝扬州辖县 |
| ------------ | --- |
| 618年        | 江都县、海陵县、曲阿县、延陵县、六合县、全椒县、清流县、盱眙县、高邮县（山阳县、安宜县改属楚州，盐城县改属射州） |
| 619年        | 江都县、海陵县、六合县、全椒县、清流县、盱眙县、高邮县（曲阿县、延陵县改属云州）                                 |
| 620年        | 江都县、六合县、盱眙县、高邮县（全椒县、清流县改属滁州，海陵县改属吴州）                                         |
| 621年        | 江都县、六合县、高邮县（盱眙县改属西楚州）                                                                       |
| 624年        | 江都县、高邮县（海陵县来属，六合县改属方州）                                                                     |
| 626年        | 江都县、高邮县、海陵县                                                                                           |
| 636年        | 江都县、高邮县、海陵县（六合县来属）                                                                             |
| 644年        | 江都县、高邮县、海陵县、六合县（新设江阳县）                                                                     |
| 682年        | 江都县、高邮县、海陵县、六合县、江阳县（新设扬子县）                                                             |
| 708年        | 江都县、高邮县、海陵县、六合县、江阳县、扬子县（新设海安县）                                                     |
| 722年        | 江都县、高邮县、海陵县、六合县、江阳县、扬子县（废除海安县）                                                     |
| 742年        | 江都县、高邮县、海陵县、六合县、江阳县、扬子县（新设千秋县）                                                     |
| 748年        | 江都县、高邮县、海陵县、六合县、江阳县、扬子县、千秋县（改名天长县）                                             |

## 刺史
隋朝扬州刺史
- 杨异（592年）
- 邓昂（开皇年间）
- 江都郡太守

唐朝扬州刺史
- 陈棱（619年）
- 兖州刺史
- 邗州刺史
- 李神符（626年—627年）
- 李泰（628年—633年，遥领）
- 杨恭仁（628年—633年）
- 李袭誉（634年—639年）
- 李贞（636年—642年）
- 裴怀节（639年—642年）
- 冯长命（贞观年间）
- 长孙操（贞观年间）
- 长孙无忌（647年—659年，遥领）
- 张士贵（648年—651年）
- 房仁裕（653年）
- 李贤（661年—672年，遥领）
- 李君球（麟德、乾封年间）
- 卢承业（669年—671年）
- 柳范（唐高宗时）
- 封言道（677年—681年）
- 李敬玄（681年—682年）
- 赵道兴（唐高宗末年）
- 陈敬之（684年）
- 徐敬业（684年）
- 皇甫文亮（685年，未任）
- 弓彭祖（垂拱年间）
- 薛宝积（长寿之前）
- 李上义（武周时）
- 窦怀恪（武周时）
- 李怀远（武周时）
- 武攸宜（武周时）
- 宋元爽（695年）
- 武攸绪（圣历之前）
- 柳秀诚（武周时）
- 张潜（圣历年间）
- 于知微（700年—702年）
- 苏瑰（702年—704年）
- 韦安石（704年）
- 尹某（武周时）
- 杨再思（705年）
- 李重俊（705年，遥领）
- 窦怀贞（705年—706年）
- 韦温（景龙年间）
- 陆某（709年）
- 卢万石（唐中宗时）
- 皇甫知常（唐中宗时）
- 李宪（710年—711年，遥领）
- 崔日用（710年）
- 姚崇（712年）
- 李宪（713年，遥领）
- 韦铣（开元初期）
- 刘知柔（开元初期）
- 王志愔（716年）
- 李杰（717年—718年）
- 程行谌（718年—719年）
- 狄光嗣（719年）
- 王怡（720年）
- 王易从（724年—726年）
- 李朝隐（727年—728年）
- 李琦（727年—735年，遥领）
- 陆象先（729年之后）
- 韦铣（开元中期）
- 李瑱（开元中期）
- 李海通（开元年间）
- 韦虚心（734年）
- 李尚隐（736年）
- 李知柔（738年—740年）
- 褚仁规
- 张宥（唐玄宗时）
- 皇甫翼（开元末年）
- 广陵郡太守（742年—757年）
- 邓景山（757年—761年）
- 王玙（761年）
- 崔圆（761年—768年）
- 韦元甫（768年—771年）
- 张延赏（771年—773年）
- 陈少游（773年—784年）
- 李谊（783年—784年，遥领）
- 杜亚（784年—789年）
- 窦觎（789年）
- 杜祐（789年—803年）
- 王锷（803年—808年）
- 李吉甫（808年—810年）
- 李鄘（810年—817年）
- 卫次公（817年—818年）
- 李夷简（818年—822年）
- 裴度（822年，未任）
- 王播（822年—827年）
- 段文昌（827年—830年）
- 崔从（830年—832年）
- 牛僧孺（832年—837年）
- 李德裕（837年—840年）
- 李绅（840年—842年）
- 杜悰（842年—844年）
- 李绅（844年—846年）
- 李让夷（846年—847年）
- 崔郸（847年—849年）
- 李珏（849年—852年）
- 杜悰（852年—855年）
- 崔铉（855年—862年）
- 令狐绹（862年—868年）
- 马举（868年—870年）
- 李蔚（870年—874年）
- 刘邺（874年—879年）
- 高骈（879年—887年）
- 秦彦（887年）
- 朱温（887年—889年，遥领）
- 杨行密（887年—888年）
- 孙儒（888年—892年）
- 杨行密（892年—905年）
- 杨渥（905年—908年）
- 杨隆演（908年—920年）
- 杨溥（920年—927年，称帝）

南唐扬州刺史
- 李景遂（937年—943年）
- 李弘冀（943年—950年）
- 周宗（950年—955年）
- 冯延鲁（955年—956年）
- 朱匡业（960年）

后周扬州刺史
- 向训（956年—957年）
- 慕容延钊（958年—959年）
- 李重进（959年—960年）

北宋知扬州
- 石守信（960年）
- 李处耘（960年—962年）
- 楚昭辅（962年—971年）
- 边珝（972年）
- 段思恭（974年—975年）
- 侯陟（975年）
- 侯赟（975年）
- 边珝（975年—977年）
- 孙迈（980年—981年）
- 潘若冲（981年）
- 周渭（982年）
- 薛惟吉（982年）
- 赵延进（985年—986年）
- 薛惟吉（987年）
- 王宾（993年）
- 张观（994年）
- 董俨（994年）
- 王禹偁（995年—997年）
- 魏羽（997年—998年）
- 柴成务（999年—1000年）
- 王化基（1001年—1003年）
- 曾致尧（1004年—1007年）
- 许逖（1008年）
- 凌策（1010年—1011年）
- 冯元（1012年）
- 戚纶（1013年）
- 周实（1013年—1014年）
- 薛映（1015年—1016年）
- 王随（1016年—1020年）
- 王允明（1020年—1023年）
- 周起（1023年）
- 盛京（1023年—1027年）
- 杜衍（1027年—1028年）
- 盛度（1029年）
- 朱巽（1030年）
- 冯元（1031年）
- 王立（1032年）
- 朱巽（1032年—1033年）
- 范雍（1033年）
- 李允元（1034年）
- 张若谷（1035年）
- 陈执中（1035年—1037年）
- 陆若冲（1037年—1038年）
- 盛度（1039年—1040年）
- 郎简（1041年）
- 宋庠（1041年—1042年）
- 苏绅（1043年）
- 陈商（1044年）
- 王逵（1044年）
- 韩琦（1045年—1046年）
- 张奎（1047年）
- 欧阳修（1048年—1049年）
- 苏舜元（1049年）
- 杨察（1049年—1050年）
- 柳植（1050年）
- 曹应天（1050年）
- 钱明逸
- 包拯（1050年—1052年）
- 张昷之（1052年）
- 张瓌
- 唐介（1053年）
- 许元（1054年）
- 刘敞（1056年—1057年）
- 冯京（1058年）
- 张子宪（1059年）
- 王琪（1061年）
- 沈遘（1062年）
- 刁约（1063年—1064年）
- 裴煜（1064年）
- 王琪（1065年）
- 韩缜
- 徐绶（1068年）
- 朱寿隆（1069年）
- 马仲甫（1070年）
- 钱公甫（1071年）
- 田谅（1071年）
- 马仲甫（1072年）
- 王居卿（1074年）
- 章岵（1074年）
- 陈升之（1075年）
- 鲜于侁（1079年）
- 许将（1081年）
- 孙觉（1081年）
- 范镗（1081年）
- 王益柔（1082年）
- 孔宗翰（1082年—1083年）
- 吕公著（1083年）
- 杨景略（1085年—1086年）
- 滕元发（1086年）
- 邓绾（1086年）
- 杨景略（1086年）
- 王安礼（1086年）
- 谢景温（1087年）
- 蔡卞（1088年）
- 蔡京（1089年）
- 滕元发（1090年）
- 王存（1090年）
- 谢景温（1091年）
- 李承之（1091年）
- 苏轼（1092年）
- 张璪（1092年）
- 许将（1093年）
- 苏颂（1093年—1094年）
- 杨汲（1094年）
- 章衡（1095年）
- 程嗣恭（1097年）
- 蹇序臣（1099年—1100年）
- 林希（1100年）
- 张耒（1101年）
- 龚原（1101年）
- 陈轩（1101年）
- 曾肇（1101年）
- 蔡卞（1102年）
- 吕惠卿（1102年）
- 吴伯厚（1102年）
- 蒋之奇（1103年）
- 王资深（1103年）
- 吴执中
- 张询
- 章縡（1104年）
- 管师仁（1105年—1106年）
- 刘拯（1106年）
- 范镗（1107年）
- 彭汝霖（1107年）
- 范坦（1107年）
- 周穜（1107年）
- 吴执中（1109年）
- 王涣之（1109年—1110年）
- 张商英（1110年）
- 石公弼（1110年）
- 蔡卞（1114年）
- 许光凝（1114年）
- 吕益柔（1115年）
- 林摅（1117年）
- 唐恪（1117年）
- 周焘（1118年）
- 徐处仁（1119年）
- 洪中孚（1121年）
- 薛嗣昌（1121年）
- 徐铸（1122年—1123年）
- 毛友（1123年）
- 王本（1123年）
- 许份（1124年—1126年）
- 吴敏（1126年）
- 李纲（1126年）
- 章衡（1126年—1127年）